# 베티 프리던
베티 프리던(영어: Betty Friedan IPA: [bɛti friːdən, friˈdæn], 1921년 2월 4일 ~ 2006년 2월 4일)은 미국의 작가, 사회운동가, 페미니스트이다. 미국 여성 운동의 선도적 인물로 그녀의 1963년 작 《여성의 신비》는 종종 20세기 미국 페미니즘의 두 번째 물결에 기름을 끼얹었다는 평가를 받는다. 1966년 프리댄은 여성을 위한 전국 기관(National Organization for Women, NOW)을 설립하고 초대 회장으로 취임했으며, 이 단체는 남자와 동등한 권한으로 미국 사회의 주류에 참가하는 것이 목표였다.
1970년 NOW의 첫 회장에서 물러난 후 프리댄은 8월 26일, 미국 헌법 수정 제9조 50주년 기념행사 때 "평등을 위한 여성의 파업"(Women's Strike for Equality)을 조직했다.

## 저서
- 《더 페미닌 미스틱》(The Feminine Mystique), 1963년
  - 김행자 역, 《여성의 신비》, 평민사, 1978년.
  - 김현우 역, 《여성의 신비》, 이매진, 2002년.
- 《잇 체인지드 마이 라이프: 라이팅스 온 더 위민스 무브먼트》(It Changed My Life: Writings on the Women's Movement), 1976년
- 《더 세컨드 스테이지》(The Second Stage), 1981년
- 《더 파운턴 오브 에이지》(The Fountain of Age), 1993년
- 《비욘드 젠더》(Beyond Gender), 1997년
- 《라이프 소 파》(Life So Far), 2000년